# Spirits Rejoice
Spirits Rejoice est un disque de Albert Ayler enregistré en septembre 1965 (ESP 1020). Il est particulièrement fameux pour son titre éponyme, reprenant l'hymne national français.

## Musiciens
- Albert Ayler
- Donald Ayler (trompette)
- Charles Tyler (saxophone)
- Henry Grimes (contrebasse)
- Gary Peacock (contrebasse)
- Sunny Murray (batterie)
- Call Cobbs (clavecin)

## Titres
1. Spirits rejoice 11:31
2. Holy family 2:10
3. D.C. 7:55
4. Angels 5:24
5. Prophet 5:25

## Littérature
- L'écrivain Marc-Édouard Nabe a consacré son livre La Marseillaise (1989) à la première piste de cet album.